# 奥里索艾恩
奥里索艾恩（西班牙語：Orísoain）是西班牙纳瓦拉的一个市镇。总面积7平方公里，总人口89人（2001年），人口密度13人/平方公里。